# Sierra de la Laguna
De Sierra de la Laguna is een gebergte in Zuid-Neder-Californië, Mexico. Het hoogste punt van het gebergte is 2080 meter, wat meteen het hoogste punt van de staat is.
Aangezien het zuidelijke deel van het schiereiland Neder-Californië, waarop het gebergte gelegen is, vroeger een eiland was wijkt de flora en fauna erg af van de rest van Mexico. In 1994 werd het door de UNESCO tot biosfeerreservaat uitgeroepen. Op de Sierra de la Laguna wordt veel vee gehouden en er wordt veel gedaan aan bosbouw.